# Aberin
Aberin – gmina w Hiszpanii, w Nawarze, o powierzchni 21,25 km². W 2011 roku gmina liczyła 392 mieszkańców.